# Aran (ort i Azerbajdzjan, Lerik)
Aran är en ort i Azerbajdzjan.   Den ligger i distriktet Lerik Rayonu, i den södra delen av landet, 210 kilometer sydväst om huvudstaden Baku. Aran ligger 648 meter över havet och antalet invånare är 417.
Terrängen runt Aran är kuperad. Närmaste större samhälle är Lerik, 12,5 kilometer söder om Aran. 
Trakten runt Aran består till största delen av jordbruksmark. Runt Aran är det ganska tätbefolkat, med 60 invånare per kvadratkilometer.